# アブナ川

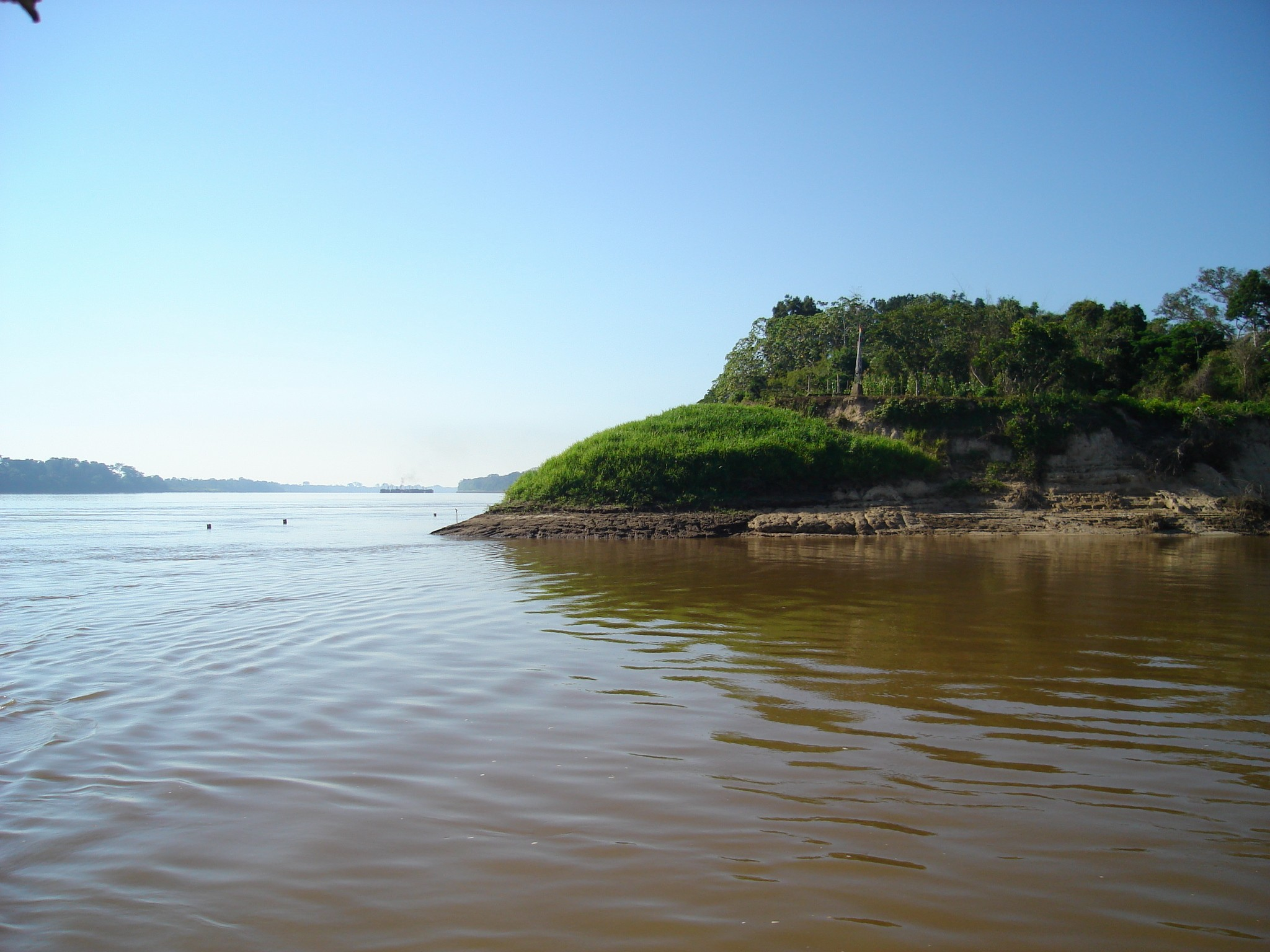
右側はアブナ川

アブナ川（アブナがわ、スペイン語: Río Abuná，ポルトガル語: Rio Abunã）はブラジルとボリビアの国境における河川で、アマゾン川を構成の一つ河川である。長さは375キロ。

## 注脚
1. ↑  リネロリカリア・SP・リオ・モモン
2. ↑  ボリビアの一般情報